# SummerSlam 2011
SummerSlam 2011 was een professioneel worstel-pay-per-viewevenement dat georganiseerd werd door WWE. Dit evenement was de 24ste editie van SummerSlam en vond plaats in de Staples Center in Los Angeles op 14 augustus 2011.

## Matchen
| Nr.                                                                          | Match | Winnaar(s)                                  |
| ---------------------------------------------------------------------------- | --- | ------------------------------------------- |
| -                                                                            | Dolph Ziggler (met Vickie Guerrero) vs. Alex Riley in een een-op-eenmatch                                                        | Dolph Ziggler                               |
| 1                                                                            | The Miz, R-Truth & Alberto Del Rio vs. Kofi Kingston, John Morrison & Rey Mysterio in een 6-man tag team match                   | Kofi Kingston, John Morrison & Rey Mysterio |
| 2                                                                            | Mark Henry vs. Sheamus in een een-op-eenmatch                                                                                    | Mark Henry                                  |
| 3                                                                            | Kelly Kelly (c) vs. Beth Phoenix in een een-op-eenmatch voor het WWE Divas Championship                                          | Kelly Kelly (c)                             |
| 4                                                                            | Daniel Bryan vs. Wade Barrett in een een-op-eenmatch                                                                             | Wade Barrett                                |
| 5                                                                            | Christian (c) vs. Randy Orton in een No Holds Barred match voor het WWE World Heavyweight Championship                           | Randy Orton (nc)                            |
| 6                                                                            | CM Punk (c) vs. John Cena (c) in een een-op-eenmatch voor het Undisputed WWE Championship met Triple H als special guest referee | CM Punk1 (c) Alberto Del Rio2 (nc)          |
| (c) huidige kampioen voor en na de match \| (nc) nieuwe kampioen na de match | |                                             |

1Na zijn overwinning, CM Punk kreeg een "Jackknife Powerbomb" van Kevin Nash

2Alberto Del Rio diende de Raw-Money in the Bank koffer in voor het WWE Championship en versloeg WWE Champion CM Punk om de titel te winnen

## Productie
Zoals de vorige edities van SummerSlam, WWE promootte de evenement met hun SummerSlam Axxess, een conventie met WWE-fans. De conventie werd op 13 en 14 augustus 2011 gehouden in de Nokia Plaza in LA Live. Op 25 juli 2011 maakte WWE officieel bekend dat de R&B-zanger Cee Lo Green met zijn titelsong "Bright Lights, Bigger City" live wil uitvoeren voor het evenement SummerSlam.